# Кубок ірландської ліги з футболу 2001—2002
Кубок ірландської ліги 2001—2002 — 29-й розіграш Кубка ірландської ліги. Переможцем втретє став Лімерик.

## Календар
| Раунд        | Дата                         | Матчі | Клуби   |
| ------------ | ---------------------------- | ----- | ------- |
| Перший раунд | 29 жовтня - 1 листопада 2001 | 10    | 21 → 11 |
| Екстра раунд |                              | 3     | 11 → 8  |
| 1/4 фіналу   | 23 січня - 10 лютого 2002    | 4     | 8 → 4   |
| 1/2 фіналу   | 18 лютого 2002               | 2     | 4 → 2   |
| Фінал        | 6/11 квітня 2002             | 2     | 2 → 1   |

## Перший раунд
| Команда 1                    | Рахунок | Команда 2         |
| ---------------------------- | ------- | ----------------- |
| 29 жовтня - 1 листопада 2001 |         |                   |
| Богеміан                     | 6:2     | Дублін Сіті (2)   |
| Брей Вондерерз               | 1:2     | УКД               |
| Ков Рамблерс (2)             | 0:2     | Корк Сіті         |
| Дроеда Юнайтед (2)           | 2:1     | Дандолк           |
| Фінн Гарпс (2)               | 0:2     | Деррі Сіті        |
| Голвей Юнайтед               | 0:1 дч  | Лімерик (2)       |
| Лонгфорд Таун                | 3:0     | Атлон Таун (2)    |
| Шелбурн                      | 2:3     | Шемрок Роверс     |
| Слайго Роверз (2)            | 2:1     | Монаган Юнайтед   |
| Вотерфорд Юнайтед (2)        | 2:1     | Кілкенні Сіті (2) |

## Екстра раунд
| Команда 1             | Рахунок | Команда 2            |
| --------------------- | ------- | -------------------- |
| Лонгфорд Таун         | 2:1 дч  | УКД                  |
| Слайго Роверз (2)     | 0:1     | Сент-Патрікс Атлетік |
| Вотерфорд Юнайтед (2) | 2:0     | Дроеда Юнайтед (2)   |

## 1/4 фіналу
| Команда 1                 | Рахунок | Команда 2             |
| ------------------------- | ------- | --------------------- |
| 23 січня - 10 лютого 2002 |         |                       |
| Шемрок Роверс             | 6:1     | Лонгфорд Таун         |
| Сент-Патрікс Атлетік      | 2:3 дч  | Богеміан              |
| Деррі Сіті                | 4:0     | Вотерфорд Юнайтед (2) |
| Корк Сіті                 | 0:1     | Лімерик (2)           |

## 1/2 фіналу
| Команда 1      | Рахунок | Команда 2     |
| -------------- | ------- | ------------- |
| 18 лютого 2002 |         |               |
| Лімерик (2)    | 1:0     | Шемрок Роверс |
| Богеміан       | 2:3 дч  | Деррі Сіті    |

## Фінал
| Команда 1        | Заг.         | Команда 2  | 1-й матч | 2-й матч |
| ---------------- | ------------ | ---------- | -------- | -------- |
| 6/11 квітня 2002 |              |            |          |          |
| Лімерик (2)      | 2:2 пен. 3:2 | Деррі Сіті | 2:1      | 0:1 дч   |